# Bexleyheath
Bexleyheath là một quận ngoại thành phía nam Luân Đôn, Anh, thuộc Khu Bexley của Luân Đôn. Bexleyheath nằm cách 12 dặm (19,3 km) về phía đông đông nam Charing Cross. Khu vực này được xác định trong Bản đồ Quy hoạch Luân Đôn là một trong 35 trung tâm chính của Đại Luân Đôn.